# Bert Jansch
Herbert „Bert” Jansch (ur. 3 listopada 1943 w Glasgow, zm. 5 października 2011 w Londynie) – szkocki muzyk folkowy, założyciel grupy Pentangle.
W latach 60. był jednym z najbardziej znaczących szkockich muzyków folkowych, był znany z bardzo charakterystycznego brzemienia gitary. W trakcie swojej kariery nagrał ponad 25 albumów. Jego twórczość wpłynęła na twórców z wielu nurtów muzycznych, takich jak: Al Stewart, Paul Simon, Johnny Marr, Elton John, Bernie Taupin, Bernard Butler, Jimmy Page, Nick Drake, Graham Coxon, Donovan, Neil Young, Fleet Foxes i Devendra Banhart.